# Jürgen Höche
Jürgen Höche (* 4. März 1942 in Berlin) ist ein Generalleutnant außer Dienst des Luftwaffe der Bundeswehr.

## Leben
Höche trat nach dem Abitur am 17. April 1961 in die Bundeswehr ein. Er durchlief die Offizierschule der Luftwaffe die fliegerische Ausbildung und erste Verwendungen beim Jagdbombergeschwader 36 in Rheine. Von 1972 bis 1974 absolvierte er den 17. Generalstabslehrgang Luftwaffe an der Führungsakademie der Bundeswehr in Hamburg, wo er zum Offizier im Generalstabsdienst ausgebildet wurde. Es folgten weitere Verwendungen als Dezernent bei A3 Ib und A3 Ia im Luftflottenkommando in Köln, stellvertretender Kommandeur und Kommandeur Fliegende Gruppe des Jagdbombergeschwaders 31 und Branch Chief Attack Branch im Hauptquartier Allied Air Froce Central Europe in Ramstein. Danach war Höche als Oberst von Oktober 1983 bis September 1985 Kommodore des Jagdbombergeschwaders 34. Es folgten Verwendungen als Team Chief Air Concepts and Analysis Team im Supreme Headquarters Allied Powers Europe der NATO in Belgien und als Referatsleiter III 3 im Führungsstab der Luftwaffe im Bundesministerium der Verteidigung in Bonn.
Im Oktober 1990 wurde er als Brigadegeneral Kommandeur des Luftverteidigungssektors 2 (Commander Sector Operations Centre 2) in Goch. Nachdem er ab Oktober 1992 Chef des Stabes der Luftflotte in Köln war, war er von Mai 1993 bis zum 31. März 1994 letzter Kommandeur der 5. Luftwaffendivision in Eggersdorf bei Berlin, welche anschließend in 3. Luftwaffendivision umbenannt wurde. 1993 wurde er, da es in der 5. Luftwaffendivision noch ein MiG-29-Geschwader gab, auf der MiG-29 ausgebildet, welche er bis 2002 flog. Höche übernahm auch bis September 1995 das Kommando über die in Berlin-Gatow neu eingerichtete 3. Luftwaffendivision. Unter seinem Kommando wurde im September 1994 auch der Flugplatz Gatow durch die Bundeswehr übernommen. Vom 1. Oktober 1995 bis Ende 1999 war er Befehlshaber des Luftwaffenführungskommandos in der Luftwaffenkaserne in Köln. Als Generalleutnant war Höche Stellvertretender Befehlshaber der Alliierten Luftstreitkräfte Nord (AIRNORTH) der NATO. Mit Ablauf des September 2003 wurde er aus dieser Position heraus in den Ruhestand versetzt.
Höche ist Vorsitzender des Landesbereichs VII der Gesellschaft für Sicherheitspolitik, der die Neuen Länder ohne Mecklenburg-Vorpommern umfasst. Am 19. Juli 2021 übernahm Höche nach dem Rücktritt von Johannes Varwick kommissarisch die Führung der Gesellschaft.
Höche wohnt im Berliner Ortsteil Kladow, ist verheiratet und hat zwei Kinder. Er ist Mitglied in der Interessenvertretung Deutsche Luftwaffe.